# Gustav Adolf Fischer (homme politique)
Pour les articles homonymes, voir Fisher.
Gustav Adolf Fischer (né le 9 décembre 1866 à Chemnitz et mort le 18 juillet 1925 à Uslar) est un homme politique allemand (SPD).

## Biographie
Gustav Fischer est le fils d'un tailleur. Après avoir étudié à l'école primaire (1873 à 1881), il apprend l'imprimerie de 1881 à 1885. Au milieu des années 1880, Fischer rejoint le Parti social-démocrate d'Allemagne .
En janvier 1912, Fischer devient pour la première fois député du Reichstag, dont il sera membre sans interruption jusqu'à l'effondrement de l'Empire allemand lors de la révolution de novembre 1918 en représentant la 9e circonscription de Hanovre (Hamelin).
Pendant la révolution, Fischer est devenu conseiller municipal du président du district de Hanovre (de). Peu de temps après, en janvier 1919, il est élu à l'Assemblée nationale de Weimar en tant que représentant de la 16e circonscription (Hanovre-Hildesheim-Lunebourg-Brunswick). En janvier de la même année, il est nommé administrateur provisoire de l'arrondissement de Neuhaldensleben. Un an plus tard, en juin 1920, Fischer est élu député du premier Reichstag, dans lequel il représente la 18e circonscription (Hanovre-du-Sud-Brunswick) jusqu'en mai 1924. En 1922, il est nommé administrateur de l'arrondissement d'Uslar (de).